# Октябрь-Буляк (Азнакаевский район)
 Октябрь-Буляк — деревня в Азнакаевском районе Татарстана. Входит в состав Карамалинского сельского поселения.

## География
Находится в юго-восточной части Татарстана на расстоянии приблизительно 12 км на юг-юго-восток от районного центра города Азнакаево.

## История
Основана в 1921 году.

## Население
Постоянных жителей было: в 1926 году — 337, в 1938—432, в 1949—412, в 1958—354, в 1970—343, в 1979—161, в 1989—112, в 2002 году 117 (татары 91 %), в 2010 году 116.